# Freckwinkel
Freckwinkel ist ein Ortsteil der Stadt Königswinter im nordrhein-westfälischen Rhein-Sieg-Kreis. Er gehört zum Stadtteil Stieldorf und zur Gemarkung Oelinghoven. Am 30. September 2022 zählte Freckwinkel 85 Einwohner.

## Geographie
Freckwinkel erstreckt sich gemeinsam mit dem unmittelbar südöstlich anschließenden Uthweiler als Straßendorf entlang der Landesstraße 143 (Aegidienberg–Oberpleis–Niederpleis–Troisdorf). Es liegt im Pleiser Hügelland auf gut 100 m ü. NHN und einem nach Süden zum Pleisbach abfallenden Gelände. Zu den nächstgelegenen Ortschaften gehören außer Uthweiler im Südosten Rott im Norden, Blankenbach im Osten (beide Hennef (Sieg)), Düferoth im Südwesten und Niederscheuren im Nordwesten. Nördlich von Freckwinkel erhebt sich eine langgestreckte Basaltkuppe (Rotter Hardt), die einen Teil des Naturschutzgebiets Rotter Hardt und Mohrsberg auf dem Stadtgebiet von Hennef (Sieg) umfasst, südlich der Kohlberg.

## Geschichte
In Freckwinkel befindet bzw. befand sich eine Motte, deren zeitlicher Ursprung bisher nicht ermittelt werden konnte.:272 Freckwinkel gehörte zur Honschaft Oelinghoven, einer von vier Honschaften, aus denen sich das Kirchspiel Stieldorf im bergischen Amt Blankenberg zusammensetzte. Die Ortschaft trat 1521 durch die Vergabe eines Hofes mit Zubehör und einer Holzgerechtigkeit in der Herrschaft Heinsberg als Lehen durch das Stift Vilich urkundlich in Erscheinung. Seither lässt sich auch eine Mühle „zu Freckwinkel“ nachweisen, eine links des Pleisbachs im Gebiet des Kirchspiels Oberpleis und einschließlich einer zugehörigen Landwirtschaft zum Hof und Rittersitz Elsfeld gehörende Mahlmühle, die von einem lokal „Düwelsarschbach“ genannten Pleisbach-Zufluss angetrieben wurde. Auf der linken Seite des Pleisbachs bei Freckwinkel und Uthweiler wurde spätestens seit 1749 Bergbau betrieben, unter anderem in der 1808 entstandenen, 1831 wieder in Betrieb genommenen und 1860 eingestellten Braunkohlengrube Satisfaction am Kohlberg.
Nach Auflösung des Herzogtums Berg im Jahre 1806 war Freckwinkel Teil der Kataster- bzw. Steuergemeinde Oelinghoven im Verwaltungsbezirk der Bürgermeisterei Oberpleis. Die Mühle zu Freckwinkel, bei späteren Volkszählungen als Freckwink(e)ler Mühle bezeichnet, wurde um diese Zeit von den Erben des Hofs Elsfeld an die Besitzer des Jonashofs in Freckwinkel verkauft und war seither mit diesem verbunden. 1845/46 wurde Oelinghoven, damit auch Freckwinkel, in die neu gebildete Gemeinde Stieldorf eingegliedert. Im Rahmen von Volkszählungen war die Ortschaft mindestens bis 1843 als Höfe verzeichnet, spätestens ab 1871 als Weiler. Vermutlich um 1868/69 brannte die bis dahin weiter betriebene Mühle, die im Schnitt der vorherigen Jahrzehnte von rund 10 Personen bewohnt wurde, ab und wurde nicht wiederaufgebaut. Nahe ihrer vormaligen Stelle entstand jedoch ein neues Anwesen, das im Rahmen von Volkszählungen als Wohnplatz der Gemeinde Oberpleis ebenfalls unter dem Namen Freckwinkel ausgewiesen war.
Einwohnerentwicklung
| Jahr | Einwohner |
| ---- | --------- |
| 1816 | 19        |
| 1828 | 31        |
| 1843 | 26        |
| 1885 | 35        |
| 1905 | 38        |

## Sehenswürdigkeiten

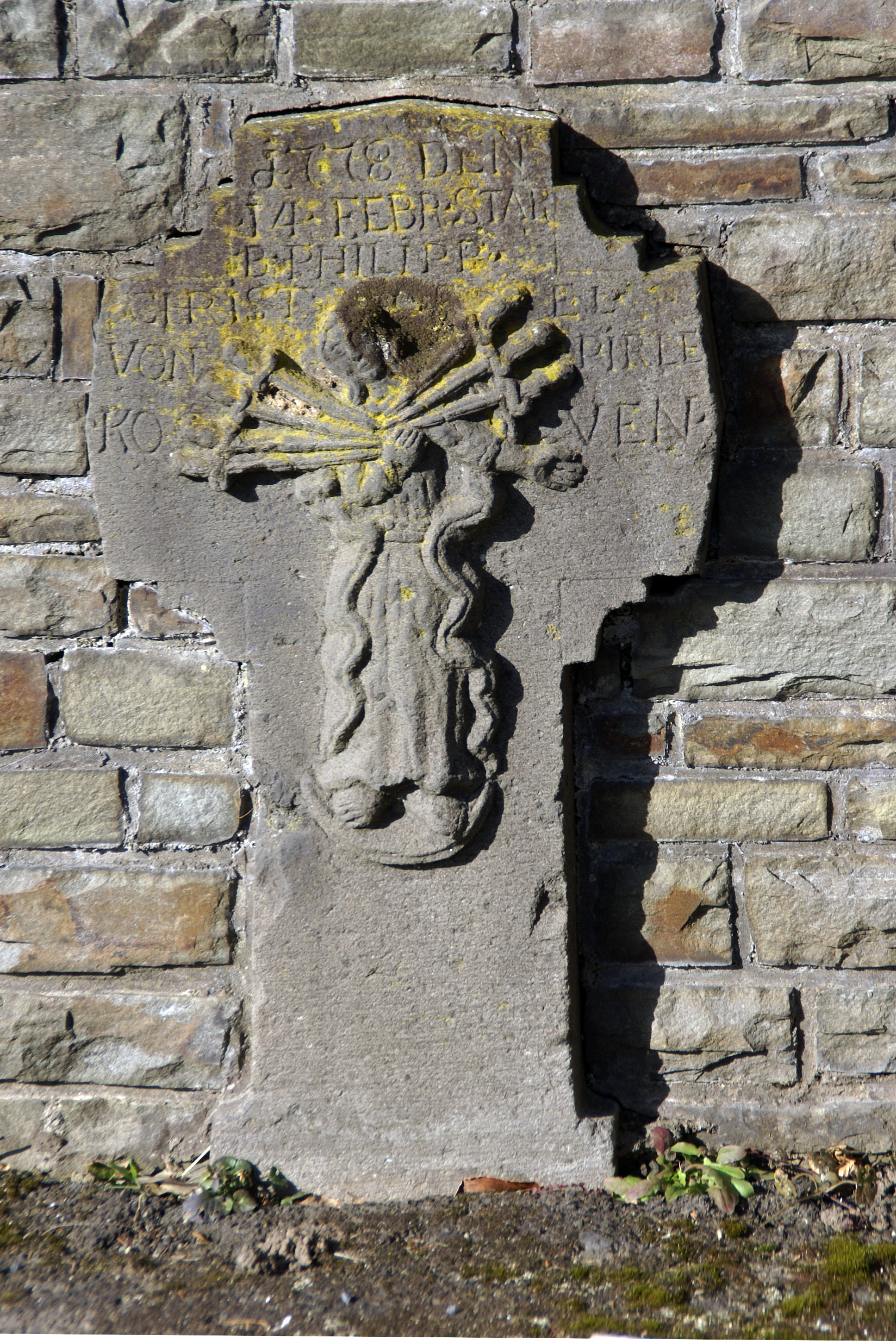
Grabkreuz von 1778 (2014)

Als Baudenkmal unter Denkmalschutz stehen vier Wegekreuze, jeweils zwei an der Siegburger Straße und an der Bockerother Straße, von denen das älteste ein Grabkreuz aus dem Jahre 1778 ist.:281 f